# 赫爾默 (密歇根州)
赫爾默（英語：Helmer）是位於美國密歇根州盧斯縣萊克菲爾德鎮區的一個非建制地區。

## 地理
赫爾默所處的海拔為高於海平面210米（即689英呎），而該地所採用的時區為UTC-5，即北美东部時區（EST）。同時該地設有夏令時間，為UTC-5調快一小時，即UTC-4（EDT）。